# تفسیر قرآن مجید برگرفته از آثار امام خمینی
تفسیر قرآن مجید برگرفته از آثار امام خمینی کتابی با تدوین محمدعلی ایازی است که در سال ۱۳۸۵ منتشر و در مراسم کتاب سال جمهوری اسلامی ایران به‌عنوان کتاب برگزیده معرفی شد.